# Championnat du Danemark féminin de football
Le Championnat du Danemark de football, aussi appelé Elitedivisionen et officiellement Gjensidige Kvindeligaen pour des raisons de parrainage, est la première division danoise de football féminin, créée en 1973.

## Histoire
Le premier championnat danois féminin a eu lieu en 1973. Cependant, le championnat sous le nom actuel n'est introduit qu'en 1994 et se compose de huit équipes qui se rencontrent à l'extérieur et à domicile trois fois par saison. Après 21 matches, l'équipe la mieux classée de la ligue est nommée championne du Danemark. Jusqu'à la saison 2005-2006, l'équipe la moins bien classée était reléguée directement en 1re division (en), tandis que la deuxième équipe la moins bien classée disputait deux matches de barrages contre la deuxième équipe la mieux placée de la 1re division. La saison 2006-2007 est une période de transition, le championnat devant d'élargir à dix équipes, où l'équipe la moins bien classée en fin de la saison, au lieu de la relégation directe, joue deux matches de barrages contre la troisième équipe la mieux placée de la 1re division.
De 2007-2008 à 2012-2013, la ligue est composée de 10 équipes se rencontrant en aller-retour en saison régulière. Après cela, la ligue se divise en deux groupes. Les quatre équipes les mieux placées jouent un tournoi éliminatoire où les clubs se rencontrent encore deux fois, le vainqueur recevant le titre de champion. Les six équipes les moins bien placées participent à des éliminatoires en vue de la relégation, en se rencontrant une seule fois, les deux derniers clubs étant relégués. Le nombre de matches du tournoi passe ainsi à 24 matches pour les quatre meilleures équipes (qui se rencontrent toutes quatre fois) et de 23 matches pour les six équipes les moins bien placées (qui se rencontrent toutes trois fois). En playoffs, les points accumulés au cours de la saison régulière sont divisés par deux (arrondis si nécessaire). Ces points sont les points de départ des éliminatoires.
La saison 2013-2014 est de nouveau jouée uniquement avec huit équipes. Les six premiers après la saison régulière jouent un groupe de championnat, le septième joue un barrage de relégation et l'équipe à la huitième place est reléguée.
Depuis la saison 2019-2020, le championnat est nommé Gjensidige Kvindeligaen après un accord de naming passé avec la compagnie d'assurances Gjensidige. En mai 2020, est annoncé un accord entre la fédération danoise et Discovery pour la diffusion télévisée de certain nombre de matchs du championnat sur Eurosport 2 et Sport Live (da), ainsi que sur le service de streaming Dplay.

## Palmarès

### Par club
| Titres | Club             | Saisons                                                                |
| ------ | ---------------- | ---------------------------------------------------------------------- |
| 12     | Brøndby IF       | 2003, 2004, 2005, 2006, 2007, 2008, 2011, 2012, 2013, 2015, 2017, 2019 |
| 12     | Fortuna Hjørring | 1994, 1995, 1996, 1999, 2002, 2009, 2010, 2014, 2016, 2018, 2020, 2025 |
| 10     | HEI Århus        | 1982, 1984, 1986, 1987, 1988, 1989, 1990, 1991, 1997, 1998             |
| 5      | B 1909           | 1981, 1983, 1985, 1992, 1993                                           |
| 5      | Ribe             | 1973, 1974, 1976, 1978, 1979                                           |
| 3      | BK Femina (en)   | 1975, 1977, 1980                                                       |
| 2      | HB Køge          | 2021, 2022, 2023                                                       |
| 2      | Odense BK        | 2000, 2001                                                             |
| 1      | FC Nordsjælland  | 2024                                                                   |

### Par saison
Vainqueurs de l'Elitedivisionen depuis le premier championnat en 1973, :
- 1973 : Ribe
- 1974 : Ribe
- 1975 : Femina
- 1976 : Ribe
- 1977 : Femina
- 1978 : Ribe
- 1979 : Ribe
- 1980 : Femina
- 1981 : B 1909 Copenhague
- 1982 : HEI Århus
- 1983 : B 1909 Copenhague
- 1984 : HEI Århus
- 1985 : B 1909 Copenhague
- 1986 : HEI Århus
- 1987 : HEI Århus
- 1988 : HEI Århus
- 1989 : HEI Århus
- 1990 : HEI Århus
- 1991 : HEI Århus
- 1992 : B 1909 Copenhague
- 1993 : B 1909 Copenhague
- 1994 : Fortuna Hjørring
- 1995 : Fortuna Hjørring
- 1996 : Fortuna Hjørring
- 1997 : HEI Århus
- 1998 : HEI Århus
- 1999 : Fortuna Hjørring
- 2000 : Odense BK
- 2001 : Odense BK
- 2002 : Fortuna Hjørring
- 2003 : Brøndby IF
- 2004 : Brøndby IF
- 2005 : Brøndby IF
- 2006 : Brøndby IF
- 2007 : Brøndby IF
- 2008 : Brøndby IF
- 2009 : Fortuna Hjørring
- 2010 : Fortuna Hjørring
- 2011 : Brøndby IF
- 2012 : Brøndby IF
- 2013 : Brøndby IF
- 2014 : Fortuna Hjørring
- 2015 : Brøndby IF
- 2016 : Fortuna Hjørring
- 2017 : Brøndby IF
- 2018 : Fortuna Hjørring
- 2019 : Brøndby IF
- 2020 : Fortuna Hjørring
- 2021 : HB Køge
- 2022 : HB Køge
- 2023 : HB Køge
- 2024 : FC Nordsjælland
- 2025 : Fortuna Hjørring